# Jagodziny
Jagodziny (niem. Ketzwalde) – wieś w Polsce położona w województwie warmińsko-mazurskim, w powiecie ostródzkim, w gminie Dąbrówno.

## Historia
Wieś prawdopodobnie założona przez wymienianego w dokumentach z 1333 i 1335 roku Stefana Kleca z Klecewa w powiecie sztumskim. Pierwszą wzmiankę o Klecwałdzie podają w XV w. księgi szkodowe krzyżackie po wojnie z królem Jagiełłą. W tym okresie wieś jako dobra rycerskie o powierzchni 40 włók podlegała pod komturię w Dąbrównie. Książę Albrecht Hohenzollern nadał tę opustoszałą po wojnach wieś, o obszarze 40 włók, Janowi i Jerzemu von der Gablenz.
W latach 1975–1998 miejscowość administracyjnie należała do województwa olsztyńskiego.

## Toponimia
- Kletzwalde (1579)
- Ketzwalde (ok. 1790)
- Kletzinwalde, pol. Kecwałd (1882)
- Kletzinwalde, pol. Klecwałd (SGKP 1883)
- Kletzwalde (1898)[7]
- Ketzwalde, pol. Kecwałd (przed 1939)[8]
- Ketzwalde, pol. Kedzwałd (1941[7], 1945[9])

Polską nazwę Jagodziny ustalono oficjalnie w 1947 roku w miejsce niemieckiej Ketzwalde.